# 川島真
川島 真（かわしま しん、1968年4月20日 - ）は、日本の歴史学者・政治学者。専門は、アジア政治外交史。博士（文学）（東京大学・課程博士・2000年）。東京大学大学院総合文化研究科教授。アジア政経学会理事長、元日本現代中国学会理事長。東アジア近代史学会副会長。サントリー学芸賞受賞（2004年）、外務大臣表彰（2023年）。

## 経歴
東京都生まれ。筑波大学附属駒場中学校・高等学校、東京外国語大学外国語学部中国語学科卒業。東京大学大学院人文科学研究科（東洋史）修士課程修了、1997年同人文社会系研究科博士課程単位取得満期退学。2000年9月「中華民国前期外交史研究」で東京大学より課程博士として博士（文学）の学位を取得。
日本学術振興会特別研究員を経て、1998年3月北海道大学法学部助教授、2006年10月より東京大学大学院総合文化研究科国際社会科学専攻（国際関係史）助教授、翌年4月より准教授。2015年4月、同教授。
その他に、国際日本文化研究センター客員助教授、東洋文庫客員研究員、東京外国語大学アジア・アフリカ言語文化研究所客員研究員、北海道大学スラブ研究センター客員研究員、神奈川大学人文学研究所特別研究員、中曽根世界平和研究所上席研究員（〜2021年4月）、日経富士山会合ヤングフォーラム・アカデミック・アドバイザー、日本国際フォーラム上席研究員等を勤める。この他、朝日新聞論壇合評委員、日中歴史共同研究外部執筆者、nippon.com編集委員、Discuss Japan 編集委員、Asia-Pacific編集委員、日経・CSISバーチャル・シンクタンク第一部会座長補佐、などを歴任。
2014年10月、日本現代中国学会理事長（〜2016年10月）、2016年７月東アジア近代史学会副会長、2023年6月アジア政経学会副理事長。その他、国際政治学会、アジア政経学会、中国社会文化学会、日本台湾学会、日本現代中国学会、東アジア近代史学会、中国研究所などで常任理事、理事を歴任。2014年10月日本学術会議連携会員（史学・地域研究、2020年再任）、2021年から『中国研究月報』編集長。
2014年4月、nippon.com編集長（〜2016年9月）、6月内閣府国家安全保障局顧問（2016年10月再任〜2018年３月）、7月長崎県「長崎近代交流史と孫文・梅屋庄吉ミュージアム」顧問。2015年2月21世紀構想懇談会（70年談話委員会）委員（〜2015年8月）。2016年10月nipppon.com企画編集委員長（〜2018年3月）、11月文部科学省学習指導要領等の改善に係る検討に必要な専門的作業等協力者（歴史総合）（〜2019年7月）、2017年10月JICA研究所客員研究員、2018年４月内閣府国家安全保障局シニア・フェロー、7月経団連21世紀研究所研究主幹、10月外務省外交文書公開促進委員会委員、2019年５月『外交』編集委員、同5月内閣府領土・主権をめぐる内外発信 に関する有識者懇談会委員（〜2021年3月）、2020年6月内閣府国際政治経済懇談会委員（〜2021年3月）、7月内閣府公文書管理委員会委員、2021年5月中曽根康弘世界平和研究所研究本部長代行（〜2022年3月）、7月内閣府魅力ある新国立公文書館の展示・運営の在り方に関する検討会委員、2022年4月中曽根康弘世界平和研究所研究本部長、5月日本外務省日本ASEAN友好協力50周年有識者会議委員（〜2023年3月）、2023年6月日本台湾交流協会評議員。
この間中央研究院近代史研究所訪問学人（1995年8月〜1996年8月）、北京日本学研究中心副主任（2000年3月〜2001年3月）、国立台湾大学社会科学院客員研究員（2004年3月）、アメリカ国務省International Visiting Leadership Programフェロー（2005年2月〜3月）、北京大学歴史系客員助教授（2005年9月）、国立政治大学歴史学系客員助教授（2005年10月〜12月）、Woodrow Wilson International Center for Scholars Awarded Japan Scholar（2009年8月〜9月）、北京日本学研究中心派遣専門家（2010年8月〜9月、2015年12月〜2016年1月）等として在外研究・教育に携わる。このほか、浙江大学蒋介石研究所客員研究員、復旦大学日本研究所客員研究員、上海交通大学歴史学系客員研究員、台湾日本研究院海外顧問、台湾国立師範大学『台湾東亜文明研究学刊』編集委員、CHINESE HISTORICAL REVIEW のAdvisory Board、China Report (Instutite of Chinese Studies, Delhi) のEditorial Board のメンバーなども務める。
2004年、著書『中国近代外交の形成』でサントリー学芸賞（政治経済部門）受賞。この著作の中国語訳『中国近代外交之形成』（北京大学出版社、2012年）は、中国の第十二届全国人大常務委員会委員で外事委員会主任委員でもある傅莹の「为中日关系打开一片天空」という一文（2015年10月26日、『人民日報』）において、日本の中国史研究の一例としてあげられ、「虽然观点可以讨论，但其中的资料不可谓不系统、深入」との評価がなされた。
2023年8月、「中国における日本研究の促進」を理由に外務大臣表彰。

## 人物
- 箕作阮甫にはじまる箕作家の末裔にあたり、人類学者の坪井正五郎を曾祖父に、地球物理学者の坪井忠二を祖父にもつ。その他にも、美濃部達吉・亮吉父子、医学者の島薗順次郎、宗教学者の島薗進らと縁戚関係にある。

## 著作

### 単著
- 『中国近代外交の形成』（名古屋大学出版会、2004年）
  - 中国語版『中国近代外交的形成』（田建国訳、田建華校、北京大学出版社、2012年）
- 『近代国家への模索』（シリーズ中国近現代史（2）、岩波新書、2010年）
  - 韓国語版『중국근현대사. 2: 근대국가의 모색(1894-1925) 』（삼천리 출판、2012年）
- 『岐路に立つ中国と日中関係：歴史と現在、そして今後の可能性』（かわさき市民アカデミー講座、ブックレット、2013年）
- 『21世紀の「中華」 -習近平中国と東アジア』（中央公論新社 2016年）
- 『中国のフロンティアー揺れ動く境界から考える』（岩波新書、2017年）

### 共著
- （奥田安弘・秋山義昭・申惠ボン・鈴木賢・山田勝彦・尾山宏）『中国戦後補償――共同研究・歴史・法・裁判』（明石書店、2000年）
- （清水麗・松田康博・楊永明）『日台関係史 1945-2008』（東京大学出版会、2009年）
  - 増補版　（清水麗・松田康博・楊永明）『日台関係史 1945-2020 増補版』（東京大学出版会、2020年）
  - 中国語版（清水麗・松田康博・楊永明）、（高村繁、黃偉修訳）『台日關係史（1945-2020）』（『日台関係史 1945-2020増補版』の中国語訳、國立臺灣大學出版中心、2021年）
- （毛里和子）『グローバル中国への道程――外交150年』（岩波書店, 2009年）
  - 韓国語版『중국외교 150년사− 글로벌 중국으로의 도정（中国外交150年史−グローバル中国への道程）』（이용빈 옮김訳、한울아카데미 、 2012年 ）
- （尾形勇・後藤明・桜井由躬雄・福井憲彦・本村凌二・山本秀行・西浜吉晴）『高等学校　世界史B』（東京書籍、2013年）
  - 英語版　尾形勇・後藤明・桜井由躬雄・福井憲彦・本村凌二・山本秀行・西浜吉晴著、本村凌二監訳『英語で読む　高校世界史　Japanese High School Textbook of the World History』（講談社、2017年）
- （徐友漁・鈴木賢・遠藤乾・石井知章）『文化大革命の遺制と闘う -徐友漁と中国のリベラリズム』（社会評論社、2013年）
- （国分良成・添谷芳秀・高原明生）『日中関係史』（有斐閣、2013年）
  - 英語版　Ryosei Kokubun, Yoshihide Soeya, Akio Takahara ,Japan–China Relations in the Modern Era, Translated by Keith Krulak, Routledge, 2017.
- （和田春樹・後藤乾一・木畑洋一・山室信一・趙景達・中野聡）『東アジア近代史通史　19世紀から現在まで』（上下、岩波現代全書043・044、岩波書店、2014年）
  - 韓国語版『동아시아 근현대통사』』（책과함께、2017年）
  - 中国語版『東亞近現代通史』（上下、聯經出版社，2024年）
- （奥田聡士・石川幸一・平野克己・藤森浩樹）『膨張する中国と世界』（亜細亜大学　アジア研究所、アジア研究所叢書29、2015年）
- （福井憲彦・太田信宏・加藤玄・高野太輔・佐川英治・本村凌二・山本秀行・角田展子・西浜吉晴）『高等学校　世界史B』（東京書籍、2017年）
- （平岩俊司・金基正・木村幹・加藤達也・松崎隆司・石丸次郎・山口昇・香田洋二・永岩俊道）『北朝鮮の暴走、韓国の迷走』（中央公論Digital Digest、中央公論新社、Kindle版、2017年）
- （宮本雄二・佐橋亮・堀本武功）『習近平の権謀』（中央公論Digital Digest、中央公論新社、Kindle版、2017年）
- （阿南友亮・佐橋亮・小泉悠・クリストファー・ウォーカー・保坂三四郎・マイケル・マッコール）『シャープパワーの脅威』（中央公論Digital Digest、中央公論新社、Kindle版、2018年）
- （波多野澄雄・戸部良一・松元崇・庄司潤一郎）『決定版　日中戦争』（新潮新書、2018年）
- （佐橋亮・高口康太・森聡）『米中砲弾なき全面戦争』（電子書籍、中央eブックス、中央公論新社、2019年）
- （岸田真・中北浩爾・中嶋啓雄・中村元哉・橋本雄・松澤裕作・松田忍・黛秋津・山根徹也・加藤将・玉谷直子・角田展子・山本勝治）『詳解　歴史総合』（東京書籍、2021年）
- （岸田真・中北浩爾・中嶋啓雄・中村元哉・橋本雄・松澤裕作・松田忍・黛秋津・山根徹也・加藤将・玉谷直子・角田展子・山本勝治）『新選　歴史総合』（東京書籍、2021年）
- （波多野澄雄・赤城完爾・戸部良一・松元崇）『決定版　大東亜戦争（上）』（新潮新書913、新潮社、2021年）
- （戸部良一・赤城完爾・庄司潤一郎・波多野澄雄・兼原信克）『決定版　大東亜戦争（下）』（新潮新書914、新潮社、2021年）
- （池内恵・宇山智彦・小泉悠・鈴木一人・鶴岡路人・森聡）『ウクライナ戦争と世界のゆくえー戦争の衝撃』（東京大学出版会、2022年）
- （園田茂人・丸川知雄・髙見澤磨・黄偉修・川上桃子）『“Intellectual Giants” in UTokyo: A History of China/Taiwan Studies』（ブックレット GJS 第４号、東京大学東洋文化研究所Global Japan Studies、2022年）
- （福井憲彦・秋葉淳・太田信宏・加藤玄・工藤晶人・高野太輔・佐川英治・田中創・西山暁義・藤崎衛・土屋斎嘉・角田展子・山本勝治）『世界史探究』（東京書籍、2022年）
- （高村正彦・兼原信克・竹中治堅・細谷雄一『冷戦後の日本外交』（新潮選書、新潮社、2024年）

### 編著
- 『中国の外交――自己認識と課題』（山川出版社、2007年）
- 『歴史のなかの日本政治3 近代中国をめぐる国際政治』（中央公論新社、2014年）
- 『シリーズ　日本の安全保障5 チャイナ・リスク』（岩波書店、2015年）
- 『ようこそ中華世界へ』（シリーズ地域研究のすすめ３、昭和堂、2022年）

### 共編著
- （許雪姫監修・許丙・許伯埏著・蔡啓恆・川島真日本語編集）『許丙・許伯埏回想録』（臺北・中央研究院近代史研究所、中央研究院近代史研究所史料叢刊31、1996年）
- （横山宏章・久保亨）『周辺から見た20世紀中国――日・韓・台・港・中の対話』（中国書店、2002年）
- （貴志俊彦・孫安石）『戦争・ラジオ・記憶』（勉誠出版、2006年）
- （甘懐真・貴志俊彦）『東亜視域中的国籍、移民與認同』』（台湾大学出版中心、2006年）
- （別枝行夫・諏訪一幸）『日華外交史・日台関係史』（北海道大学公共政策大学院、公共政策を読む　第一集、2006年）
- （青山瑠妙）『中国外交（史）研究への視座』』（北海道大学公共政策大学院、公共政策を読む　第二集、2006年）
- （服部龍二）『東アジア国際政治史』（名古屋大学出版会、2007年）
- （貴志俊彦）『資料で読む世界の8月15日』（山川出版社、2008年）
- （劉傑）『1945年の歴史認識――〈終戦〉をめぐる日中対話の試み』（東京大学出版会、2009年）
  - 中国語版『1945年的歴史認識―圍繞“終戦”的中日対話嘗試』（社会科学文献出版社、2010年）
- （岡本隆司）『中国近代外交の胎動』（東京大学出版会、2009年）
- （和田春樹・後藤乾一・木畑洋一・山室信一・趙景達・中野聡）『岩波講座　東アジア近現代史』（10巻＋別巻、岩波書店、2010年-2011年）
- （松永正義・陳翠蓮）『跨域青年学者　台湾史研究　第四集』（国立政治大学台湾史研究所、2011年）
- （三澤真美恵・佐藤卓己）『電波・電影・電視—現代東アジアの連鎖するメディア』（青弓社、2012年）
- （劉傑）『対立と共存の歴史認識――日中関係150年』（東京大学出版会、2013年）
  - 中国語版『対立与共存的歴史認識―日中関係150年』（社会科学文献出版社、2015年）
- （陳翠蓮・星名宏）『跨域青年学者　台湾史研究　第五集』（国立政治大学台湾史研究所、2013年）
- （貴志俊彦・孫安石）『増補改訂　戦争・ラジオ・記憶』（勉誠出版、2015年）
- （家近亮子）『東アジアの政治社会と国際関係』（放送大学教育振興会、放送大学教材、2016年）
- （薛化元・洪郁如）『台湾與東亜ー跨域青年学者近代史研究論集』（国立政治大学台湾史研究所、2016年）
- （李福鐘・若林正丈・洪郁如）『台湾與東亜ー跨域青年学者近代史研究論集 第二輯』（稲郷出版社、2018年）
- （河原地英武・平野達志訳著、家近亮子・川島真・岩谷将監修『日中戦争と中ソ関係──1937年ソ連外交文書　邦訳・解題・解説』（東京大学出版会、2018年）
- （中村元哉）『中華民国史研究の動向ー中国と日本の中国近代史理解』（晃洋書房、2019年）
- （李福鐘・薛化元・若林正丈・洪郁如）『跨域青年学者台湾與東亜近代史研究論集』（第三輯、稲郷出版社、2019年）
- （何迪（主編）・徐家寧・王苗・于鉄軍（以上副主編）・薩蘇・左軍・劉莉生・川島真編輯）『中日関係180年』（中国書局、2019年）
- （遠藤貢・高原明生・松田康博）『中国の外交戦略と世界秩序ー理念・政策・現地の視線』（昭和堂、2019年）
- （薛化元・若林正丈）『自由・民主・人権與近代東亜論集』（国立政治大学台湾史研究所出版、2019年）
- （小嶋華津子）『よくわかる　現代中国政治』（やわらかアカデミズム、ミネルヴァ書房、2020年）
- （経団連21世紀政策研究所）『現代中国を読み解く三要素　経済・テクノロジー・国際関係』（勁草書房、2020年）
- （田中明彦）『20世紀の東アジア史　Ⅰ 国際関係史概論』（東京大学出版会、2020年）
- （田中明彦）『20世紀の東アジア史　Ⅱ各国史［１］東北アジア』（東京大学出版会、2020年）
- （田中明彦）『20世紀の東アジア史　Ⅱ各国史［２］東南アジア』（東京大学出版会、2020年）
- （森聡）『UP plus アフター・コロナ時代の米中関係と世界秩序』（東京大学出版会、2020年）
- （池内恵）『UP plus 新興国から見るアフターコロナの時代: 米中対立の間に広がる世界』（東京大学出版会、2021年）
- （岩谷將）『日中戦争研究の現在−歴史と歴史認識問題』東京大学出版会、2022年）
- （細谷雄一）『サンフランシスコ講和と東アジア』（東京大学出版会、2022年）
- （森口［土屋］由香・小林聡明）『文化冷戦と知の展開ーアメリカの戦略・東アジアの論理』（京都大学学術出版会、2022年）
  - 中国語版　森口［土屋］由香・小林聡明『文化冷戦與知識外交ー美国戦略與東亜方針』（麦田出版社、2024年）
  - 英語版　Yuka Tsuchiya Moriguchi, Shin Kawashima, Somei Kobayashi eds., Knowledge Production in Cold War Asia: Us Hegemony and Local Agency, Indiana University Press, 2025.
- （小嶋華津子）『UP plus　習近平の中国』（東京大学出版会、2022年）
- （経団連21世紀政策研究所）『習近平政権の国内統治と世界戦略: コロナ禍で立ち現れた中国を見る』（勁草書房、2022年）
- （太田出・森口（土屋）由香・奈良岡總智）『領海・漁業・外交―19〜20世紀の海洋への新視点』（晃洋書房、2023年）
- （鈴木絢女・小泉悠、監修：池内恵）『ユーラシアの自画像ー「米中対立／新冷戦論」の死角』（PHP、2023年）
- （高原明生・園田茂人・丸川知雄）『日中関係 2001-2022』（東京大学出版会、2023年）
- （胡令遠・藏志軍主編）『中日関係　2014-2018』（上海人民出版社、2023年）
- （井上正也）『大平正芳の中国・東アジア外交ー経済から環太平洋連帯構想までー』（PHPエディターグループ、2024年）

### 共訳書
- L・ヤング著『総動員帝国』（加藤陽子・高光佳恵・千葉功・古市大輔と共訳、岩波書店、2001年）

### 監修・校訂書
- 周俊宇著、川島真監修・校訂『日本の植民地統治と台湾人認識：「支那民族性」のまなざし』（東京大学出版会、2025年）

### 監修・監訳書
- リンダ・ジャイヴィン著、川島真日本語版監修・監訳、倉嶋雅人訳『超約 中国の歴史』（東京書籍、2025年）